# Imbrasia camerunensis
Imbrasia camerunensis är en fjärilsart som beskrevs av Eugène Louis Bouvier 1930. Imbrasia camerunensis ingår i släktet Imbrasia och familjen påfågelsspinnare. Inga underarter finns listade i Catalogue of Life.